# Roger Deniau
Roger Deniau, né le 29 juillet 1899 à Françay (Loir-et-Cher), mort le 14 mai 1971 à Trélissac (Dordogne), est un syndicaliste, résistant et homme politique socialiste français. Il est successivement vice-président du Comité parisien de la Libération, membre de l'Assemblée consultative provisoire en 1944, membre du bureau confédéral de la CGT en 1945, député de la Seine en 1946, maire de Puteaux en 1947.

## Biographie
Employé, Roger Deniau est membre de la Section française de l'Internationale ouvrière (SFIO) à partir de 1930. Syndiqué à la CGT, il milite à la fédération des Employés, avec Oreste Capocci et Albert Gazier. 

En 1940, il refuse le régime de Vichy et s'engage rapidement dans la Résistance. Militant du Comité d'action socialiste et membre du bureau de la CGT clandestine, il est aussi un des responsables parisiens du mouvement Libération-Nord, qui le délègue au Comité parisien de la Libération dont il est vice-président.

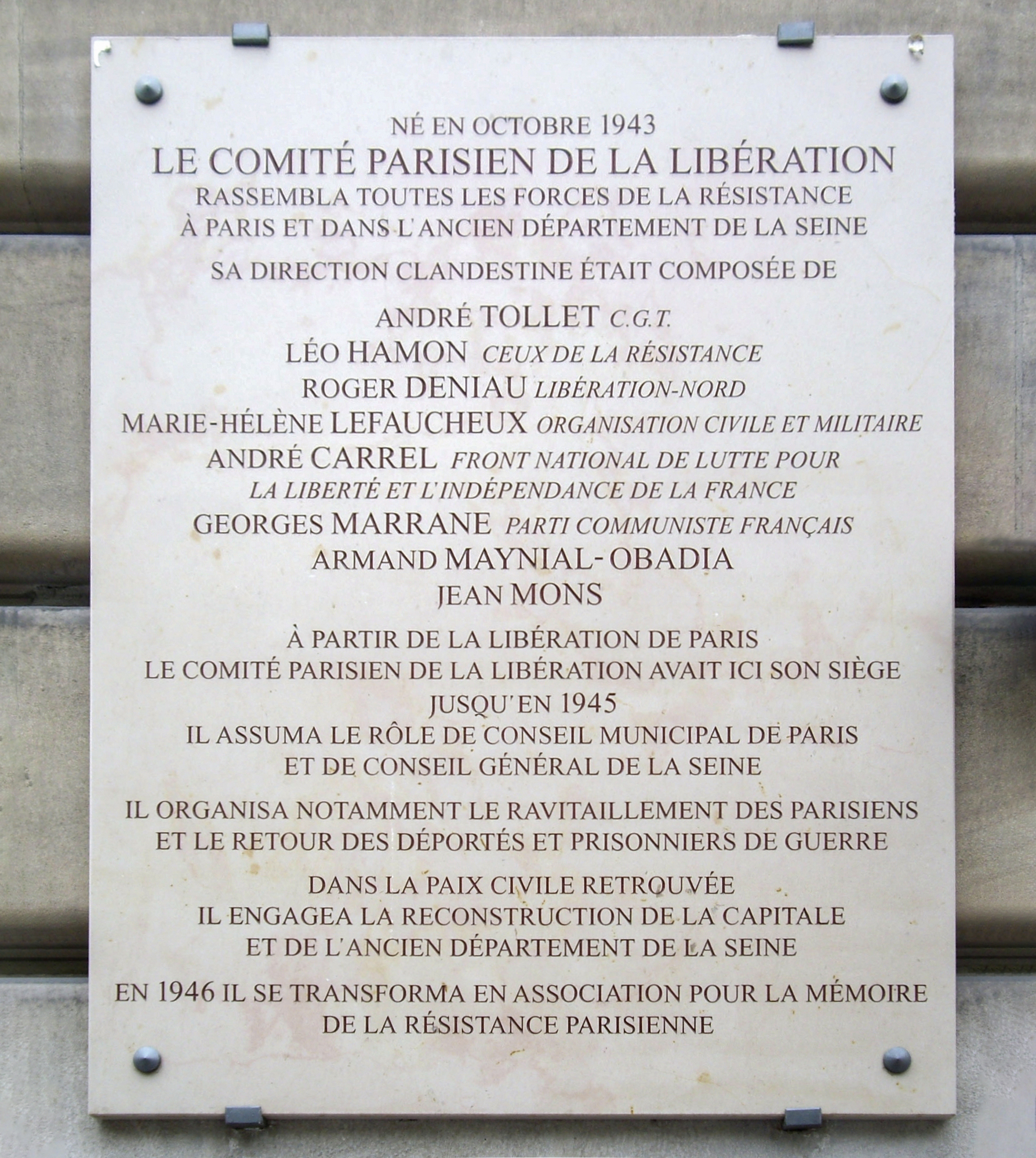
Plaque en mémoire du Comité parisien de la Libération au no 3 de le rue du Château-d'Eau à Paris.

 Dans cette instance, il s'oppose vivement aux communistes, menés par André Tollet et André Carrel. Lors de la libération de Paris, il est néanmoins membre du conseil municipal provisoire de la capitale, commissaire chargé du ravitaillement, un poste clé.
En novembre 1944, il est délégué par Libération-Nord pour siéger à l'Assemblée consultative provisoire jusqu'au terme de celle-ci en août 1945. En septembre de cette même année, le Comité confédéral national de la CGT le nomme au bureau confédéral, où il défend les thèses des anciens « confédérés » autour de Léon Jouhaux.
Il n'est pas reconduit à cette fonction au Congrès de la CGT d'avril 1946, car il entame un parcours politique au sein du Parti socialiste (SFIO). Le 2 juin 1946 il est élu député à la seconde Assemblée constituante, dans 5e secteur du département de la Seine, deuxième de la liste socialiste conduite par Albert Gazier. Il est battu six mois plus tard aux élections de novembre 1946, et échoue également à se faire élire au Conseil de la République.
En 1947 il est élu maire de Puteaux, fonction qu'il cède dès 1948 à son camarade de parti Georges Dardel. Il est alors aussi membre du cabinet de Marius Moutet, ministre de la France d'Outre-mer. Il séjourne un certain temps à Dakar pour le compte de la SFIO, puis rentre en métropole et s'installe à Trélissac, dont il est élu conseiller municipal socialiste en 1965. En 1970, il se prononce contre toute alliance avec les communistes défendant les thèses d'André Chandernagor.
Roger Deniau était titulaire de la médaille de la Résistance avec rosette.

## Décorations
- Médaille de la Résistance française avec rosette (décret du 24 avril 1946)
- Croix de guerre 1939–1945[3]

## Sources
- Notice « Roger Deniau », par Gilles Morin, dans le Dictionnaire biographique, mouvement ouvrier, mouvement social (Le Maitron)